# Арбер, Агнес Робертсон
Агнес Робертсон Арбер (англ. Agnes Robertson Arber; 23 февраля 1879 — 22 марта 1960) — британский ботаник, морфолог и анатом растений, историк ботаники и философ биологии.

## Биография
Агнес Арбер родилась в Лондоне, но прожила большую часть своей жизни в Кембридже, в том числе последний 51 год своей жизни. Она была первой женщиной-ботаником, избранной членом Лондонского королевского общества (21 марта 1946 года, в возрасте 67 лет), и третьей женщиной в истории этого общества. Она также была первой женщиной, которая получила Медаль Линнея (24 мая 1948 года, в возрасте 69 лет) за её вклад в развитие ботанической науки.
Её научные исследования были главным образом посвящены однодольным растениям. Она также внесла вклад в развитие морфологических исследований в ботанике в первой половине XX века. Её последняя работа посвящена теме философии в ботанике, в частности, характера биологических исследований.

## Отдельные публикации
- Arber, A. (1912). «Herbals: their origin and evolution. A chapter in the history of botany, 1470—1670». Cambridge: Cambridge University Press.
- Arber, A. Water Plants: A Study of Aquatic Angiosperms (англ.). — Cambridge, 1920.
- Arber, A. The Gramineae (англ.). — Cambridge, 1934.
- Arber, A. The Natural Philosophy of Plant Form (англ.). — Cambridge, 1950.
- Arber, A. The Mind and The Eye (англ.). — Cambridge, 1954.
- Arber, A. The Manifold and the One (англ.). — John Murray, 1957.